# 이경식 (1883년)
이경식(李敬植, 1883년 음력 8월 9일 ~ 1945년 양력 11월 4일)은 일제강점기의 관료이며 조선총독부 중추원 참의를 지냈다. 호는 금헌(琴軒), 본적은 서울특별시 종로구 가회동이며 충청북도 제천군 출신이다.

## 생애
사립 일어학교를 1906년 졸업하고 탁지부에서 주사와 서기를 지냈다. 한일 병합 조약 체결 후 조선총독부 소속의 군서기로 근무하다가 1913년 단양군 군수가 되었다. 이후 충북 지역에서 괴산군, 충주군, 진천군, 옥천군 군수를 차례로 역임했다.
성균관의 후신으로 총독부의 조종 하에 있던 경학원의 사성을 지낸 유교 계열의 유력 인물이었다. 1932년에는 조선유교회 명리원 법정에 임명되기도 했다. 문장에 능하여 일본 천황과 조선총독을 찬양하는 한시를 지어 발표하였고, 태평양 전쟁으로 징병제가 실시되자 이를 축하하는 한시도 지었다.
중일 전쟁 발발 후 경학원 사성 자격으로 국민총력조선연맹과 조선임전보국단에서 활동하였고, 이경식의 부인은 황군을 돕고 국은에 보답하는 것이 설립 목적인 여성 단체 애국금차회에 참여했다.
1931년에 중추원 참의로 발탁되어 계속 연임하면서 광복 시점까지 재직하고 있었다. 일본 정부로부터 1912년 한국병합기념장을 받았고, 공로자 표창과 훈5등 서보장도 받은 바 있다. 1935년을 기준으로 정5위 훈5등에 서위되어 있었다.

## 사후
2002년 발표된 친일파 708인 명단 중 중추원 부문에 선정되었고, 2008년 공개된 민족문제연구소의 친일인명사전 수록예정자 명단에서는 중추원, 관료, 유교의 세 부문에 포함되었다. 2009년 친일반민족행위진상규명위원회가 발표한 친일반민족행위 705인 명단에도 포함되었다.
2008년에는 대한민국 친일반민족행위자재산조사위원회가 이경식 소유의 토지에 대해 국가귀속 결정을 내렸다. 대상 토지는 충북 보은군의 과수원 등 6필지로 시가 약 7천 5백만 원 상당이다.

## 같이 보기
- 조선총독부 중추원
- 경학원
- 조선임전보국단

## 참고자료
- 이경식(李敬植) - 국사편찬위원회
- 이철우. “친일반민족행위자 41억 상당 토지 국가 귀속”. 참말로. 2008년 4월 15일에 확인함.[깨진 링크(과거 내용 찾기)]
- 친일인명사전편찬위원회 (2004년 12월 27일). 《일제협력단체사전 - 국내 중앙편》. 서울: 민족문제연구소. 290,352,390,438쪽쪽. ISBN 89-953307-2-4.